# Melinda Dillon
Melinda Ruth Dillon (13 de outubro de 1939 – 9 de janeiro de 2023) foi uma atriz americana. Ela recebeu uma indicação ao Tony Award em 1963 por sua estreia na Broadway na produção original de Who's Afraid of Virginia Woolf?, e foi indicada ao Oscar de Melhor Atriz Coadjuvante por seus papéis como Jillian Guiler em Close Encounters of the Third Kind (1977) e Teresa Perrone em Absence of Malice (1981). Ela é bem conhecida por seu papel como Mãe Parker no clássico natalino A Christmas Story (1983). Seus outros papéis no cinema incluem Bound for Glory (1976), Slap Shot (1977), F.I.S.T. (1978), The Muppet Movie (1979), Harry and the Hendersons (1987), Captain America (1990), The Prince of Tides (1991), To Wong Foo, Thanks for Everything! Julie Newmar, How to Make an American Quilt (ambos de 1995), Magnolia (1999), pelo qual foi indicada ao Screen Actors Guild Award, e Reign Over Me (2007).

## Juventude

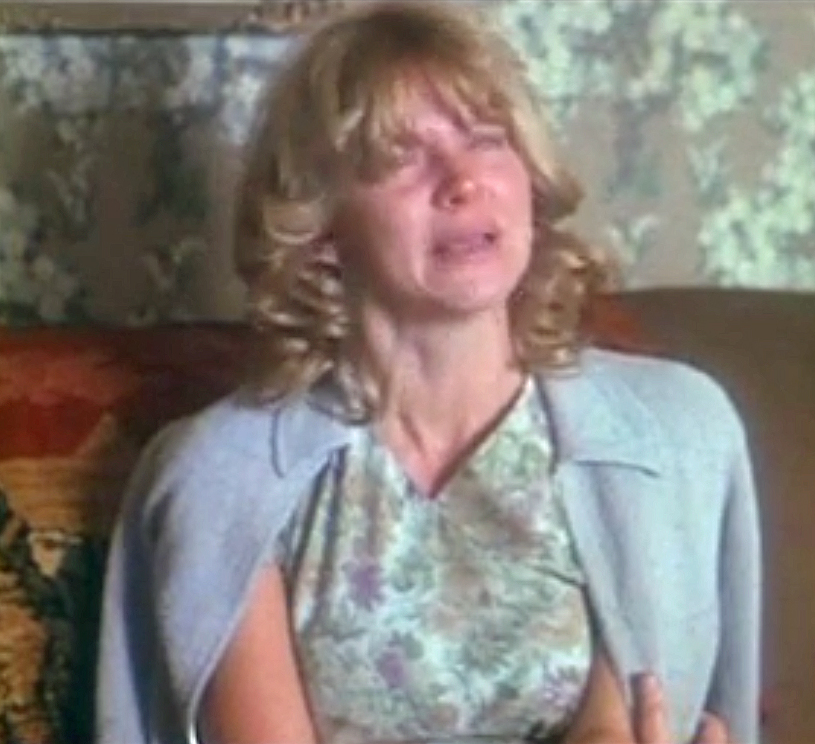

Dillon nasceu como Melinda Ruth Clardy em 13 de outubro de 1939, em Hope, Arkansas, mas foi criada em Cullman, Alabama. Depois de passar quatro anos em uma base na Alemanha, Dillon frequentou a Hyde Park High School e a Goodman School of Drama no Art Institute of Chicago (agora na Universidade DePaul) em Chicago.

## Carreira
Embora mais conhecida por suas atuações coadjuvantes em filmes, Dillon começou como comediante improvisada e atriz de teatro. Relembrando sua atuação como Sonya em uma produção estudantil de Uncle Vanya, de Chekhov, em 1961, Alan Schneider escreveu:
O que distinguiu e fez com que toda a tentativa valesse a pena para mim foi escalar o papel de Sonya para uma jovem atriz chamada Linda Dillon, que era estudante sênior de atuação na Goodman e também acompanhante de uma trupe do Second City que incluía dois jovens artistas chamados Barbara Harris e Alan Arkin. Durante nossos testes, John Reich, então diretor artístico do Goodman Theatre, tentou seriamente me desencorajar de usar Linda. Ele admitiu o talento dela, mas me avisou que ela era altamente volátil e completamente imprevisível como atriz. Ele encontrou outra atriz que considerou muito mais adequada para Sonya. Insisti em usar Linda, independentemente das consequências. Fiquei fascinado pela combinação de sua fragilidade e sensualidade, intrigado com a maneira pouco convencional como ela conseguia fazer uma frase parecer totalmente espontânea e impressionado com seu alcance emocional e riqueza. Durante nossas quatro semanas de ensaio [...], acabei adorando e odiando Linda alternadamente. Ela sempre fazia muito e ainda assim não o suficiente. Ela nunca foi a mesma duas vezes em uma determinada cena, mesmo quando encontrou algo maravilhoso da última vez. Ela estava sempre querendo sair do elenco, abandonar a escola ou se matar. E, no entanto, ao mesmo tempo, senti que ela era extraordinária, a jovem atriz mais talentosa com quem já trabalhei, a colega em potencial de Geraldine Page e talvez até de Kim Stanley. Eu tinha certeza de que ela seria uma grande estrela um dia e queria estar com ela quando isso acontecesse.
O primeiro papel importante de Dillon foi como Honey na produção original da Broadway de 1962 de Who's Afraid of Virginia Woolf?, de Edward Albee, pelo qual foi indicada ao Tony Award de Melhor Performance de Atriz Coadjuvante em uma Peça, e também apareceu em You Know I Can't Hear You When the Water's Running e Paul Sill's Story Theatre.
Em 1959, ela atuou em The Cry of Jazz, um influente curta-metragem que trata da música jazz e da cultura negra. O primeiro longa-metragem de Dillon foi The April Fools em 1969. Ela também trabalhou na televisão, principalmente como atriz convidada em 1969 em um episódio da série de TV de sucesso Bonanza intitulado "A Lawman's Lot Is Not a Happy One" (11ª Temporada). Ela co-estrelou com David Carradine na cinebiografia de Woody Guthrie, Bound for Glory de 1976, e foi indicada ao Globo de Ouro de melhor atriz revelação por seu papel como Memphis Sue.
No ano seguinte, ela foi indicada ao Oscar de Melhor Atriz Coadjuvante pelo papel de uma mãe cujo filho é abduzido por alienígenas em Close Encounters of the Third Kind de Steven Spielberg. Nesse mesmo ano, ela fez uma participação especial sem créditos em The Muppet Movie e teve um papel na comédia Slap Shot com Paul Newman. Quatro anos depois, Dillon foi novamente indicada ao Óscar de Melhor Atriz Coadjuvante por sua atuação como professora suicida em Absence of Malice em 1981, trabalhando novamente com Newman.
Dillon era talvez mais conhecida por seu papel como mãe de Ralphie e Randy no filme de Bob Clark, A Christmas Story de 1983. O filme foi baseado em uma série de contos e romances escritos por Jean Shepherd sobre o jovem Ralphie Parker (interpretado por Peter Billingsley) e sua busca por uma arma BB Red Ryder do Papai Noel. Ela foi substituída por Julie Hagerty na sequência direta de 2022, A Christmas Story Christmas devido a sua saúde debilitada no momento da produção do filme e, morreu menos de dois meses após o lançamento do filme.
Quatro anos depois, Dillon co-estrelou com John Lithgow na comédia sobre o Pé-grande Harry and the Hendersons. Ela continuou ativa no palco e no cinema ao longo da década de 1990, interpretando papéis no filme de super-heróis Captain America, no drama de Barbra Streisand, The Prince of Tides, no thriller de baixo orçamento de Lou Diamond Phillips, Sioux City, na comédia To Wong Foo, Thanks for Everything! Julie Newmar e o drama How to Make an American Quilt.
Em 1999, ela apareceu em Magnolia, dirigido por Paul Thomas Anderson, como Rose Gator, esposa do apresentador de game show de televisão Jimmy Gator (Philip Baker Hall), com doença terminal. Em 2005, ela estrelou o episódio de Law & Order: Special Victims Unit intitulado "Blood". O último papel importante de Dillon foi no filme Reign Over Me de 2007.

## Vida pessoal e morte
Dillon foi casada com o ator Richard Libertini e juntos tiveram um filho. Eles se divorciaram em 1978.
Dillon era metodista. Ela trabalhou na campanha presidencial do democrata Eugene McCarthy em 1968.
Dillon morreu em 9 de janeiro de 2023, aos 83 anos. Seus restos mortais foram cremados.

## Filmografia

### Cinema
| Ano  | Título                                           | Personagem       | Notas |
| ---- | ------------------------------------------------ | ---------------- | --- |
| 1959 | The Cry of Jazz                                  | Faye             | Curta-metragem |
| 1969 | The April Fools                                  | Leslie Hopkins   | |
| 1976 | Bound for Glory                                  | Mary             | Indicada—Globo de Ouro de melhor atriz revelação |
| 1977 | Slap Shot                                        | Suzanne Hanrahan | |
| 1977 | Close Encounters of the Third Kind               | Jillian Guiler   | Indicada—Oscar de Melhor Atriz Coadjuvante Indicada—Prêmio Saturno de melhor atriz em cinema                                                                                                 |
| 1978 | F.I.S.T.                                         | Anna Zarinkas    | |
| 1979 | The Muppet Movie                                 | Mulher com Balão | Sem créditos |
| 1981 | Absence of Malice                                | Teresa Perrone   | Kansas City Film Critics Circle Award de Melhor Atriz Coadjuvante Indicada—Oscar de Melhor Atriz Coadjuvante Indicada—Los Angeles Film Critics Association Award de Melhor Atriz Coadjuvante |
| 1983 | A Christmas Story                                | Mãe Parker       | |
| 1984 | Songwriter                                       | Honey Carder     | |
| 1987 | Harry and the Hendersons                         | Nancy Henderson  | Indicada—Prêmio Saturno de melhor atriz em cinema |
| 1988 | Shattered Innocence                              | Sharon Anderson  | |
| 1989 | Staying Together                                 | Eileen McDermott | |
| 1990 | Spontaneous Combustion                           | Nina             | |
| 1990 | Captain America                                  | Sra. Rogers      | |
| 1991 | The Prince of Tides                              | Savannah Wingo   | |
| 1994 | Sioux City                                       | Leah Goldman     | |
| 1995 | To Wong Foo, Thanks for Everything! Julie Newmar | Merna            | |
| 1995 | How to Make an American Quilt                    | Sra. Darling     | |
| 1996 | Entertaining Angels: The Dorothy Day Story       | Irmã Aloysius    | |
| 1999 | Magnolia                                         | Rose Gator       | Florida Film Critics Circle Award de Melhor Elenco Indicada—Prémio Screen Actors Guild para melhor elenco em cinema                                                                          |
| 2001 | Cowboy Up                                        | Rose Braxton     | |
| 2004 | Debating Robert Lee                              | Sra. Lee         | |
| 2005 | Adam & Steve                                     | Dottie           | |
| 2007 | Reign Over Me                                    | Ginger Timpleman | |

### Televisão
| Ano  | Título                                   | Personagem           | Notas                                                                                |
| ---- | ---------------------------------------- | -------------------- | ------------------------------------------------------------------------------------ |
| 1963 | The Defenders                            | Jeannie Birch        | Episódio: "The Empty Heart"                                                          |
| 1964 | East Side/West Side                      | Stacey Barbella      | Episódio: "The Beatnik and the Policeman"                                            |
| 1969 | Bonanza                                  | Cissy Summers        | Episódio: "A Lawman's Lot Is Not a Happy One"                                        |
| 1970 | Storefront Lawyers aka Men at Law        | Connie Swann         | Episódio: "He Lies Better Than I Tell the Truth"                                     |
| 1975 | The Jeffersons                           | Daphne               | Episódio: "Harry and Daphne"                                                         |
| 1976 | Sara                                     | Lily Henchard        | Episódio: "Lady"                                                                     |
| 1976 | Freeman                                  | Madame Arkadina      | Piloto de televisão                                                                  |
| 1977 | Enigma                                   | Dora Herren          | Telefilme                                                                            |
| 1978 | The Critical List                        | Kris Lassiter        | Minissérie                                                                           |
| 1979 | Transplant                               | Anne Hurley          | Telefilme                                                                            |
| 1979 | CHiPs                                    | Desconhecido         | Episódio: "Death Watch"                                                              |
| 1980 | Marriage Is Alive and Well               | Jeannie              | Telefilme                                                                            |
| 1980 | The Shadow Box                           | Agnes                | Telefilme                                                                            |
| 1981 | Fallen Angel                             | Sherry Phillips      | Telefilme                                                                            |
| 1981 | Insight                                  | Janet                | Episódio: "A Decision to Love"                                                       |
| 1981 | Insight                                  | Mulher Misteriosa    | Episódio: "Rendezvous"                                                               |
| 1982 | Insight                                  | Susie                | Episódio: "The Fiddler"                                                              |
| 1982 | Le Jongleur de Notre Dame                | Dulcy                | Telefilme                                                                            |
| 1983 | The Mississippi                          | Desconhecido         | Episódio: "Cradle to Grave"                                                          |
| 1983 | Right of Way                             | Ruda Dwyer           | Telefilme                                                                            |
| 1984 | Insight                                  | Mulher               | Episódio: "The Game Room"                                                            |
| 1985 | The Twilight Zone                        | Penny                | Episódio: "A Little Peace and Quiet"                                                 |
| 1985 | Space                                    | Rachel Mott          | Telefilme                                                                            |
| 1986 | Shattered Spirits                        | Joyce Mollencamp     | Telefilme                                                                            |
| 1988 | Shattered Innocence                      | Sharon Anderson      | Telefilme                                                                            |
| 1989 | Nightbreaker                             | Paula Brown          | Telefilme                                                                            |
| 1993 | Judgment Day: The John List Story        | Elanor List          | Telefilme                                                                            |
| 1994 | State of Emergency                       | Betty Anderson       | Telefilme Indicada—CableACE Award de Melhor Atriz Coadjuvante em Minissérie ou Filme |
| 1995 | The Client                               | Verna Caldwell       | Episódio: "The Peach Orchard"                                                        |
| 1995 | Naomi & Wynonna: Love Can Build a Bridge | Polly Judd           | Telefilme                                                                            |
| 1996 | Picket Fences                            | Sra. Klausner        | Episódio: "Liver Let Die"                                                            |
| 1997 | Tracey Takes On...                       | Desiree              | Episódio: "Mothers"                                                                  |
| 2001 | Judging Amy                              | Violet Loomis        | Episódio: "Surprised by Gravity"                                                     |
| 2003 | The Lyon's Den                           | Charlotte Barrington | Episódio: "Pilot"                                                                    |
| 2003 | A Painted House                          | Gran Chandler        | Telefilme                                                                            |
| 2005 | Law & Order: Special Victims Unit        | Jenny Rogers         | Episódio: "Blood"                                                                    |
| 2007 | Heartland                                | Janet Jacobs         | 3 episódios                                                                          |